# 曹雪芹
曹雪芹（1715年5月28日—1763年2月12日），名霑，字梦阮或芹圃，号雪芹或芹溪居士，清朝小说家、诗人、画家，是中国古典名著《红楼梦》的作者。生于江蘇省江宁府（今南京市），祖籍辽阳，清内务府正白旗包衣世家出身。

## 家族及生平

### 家族

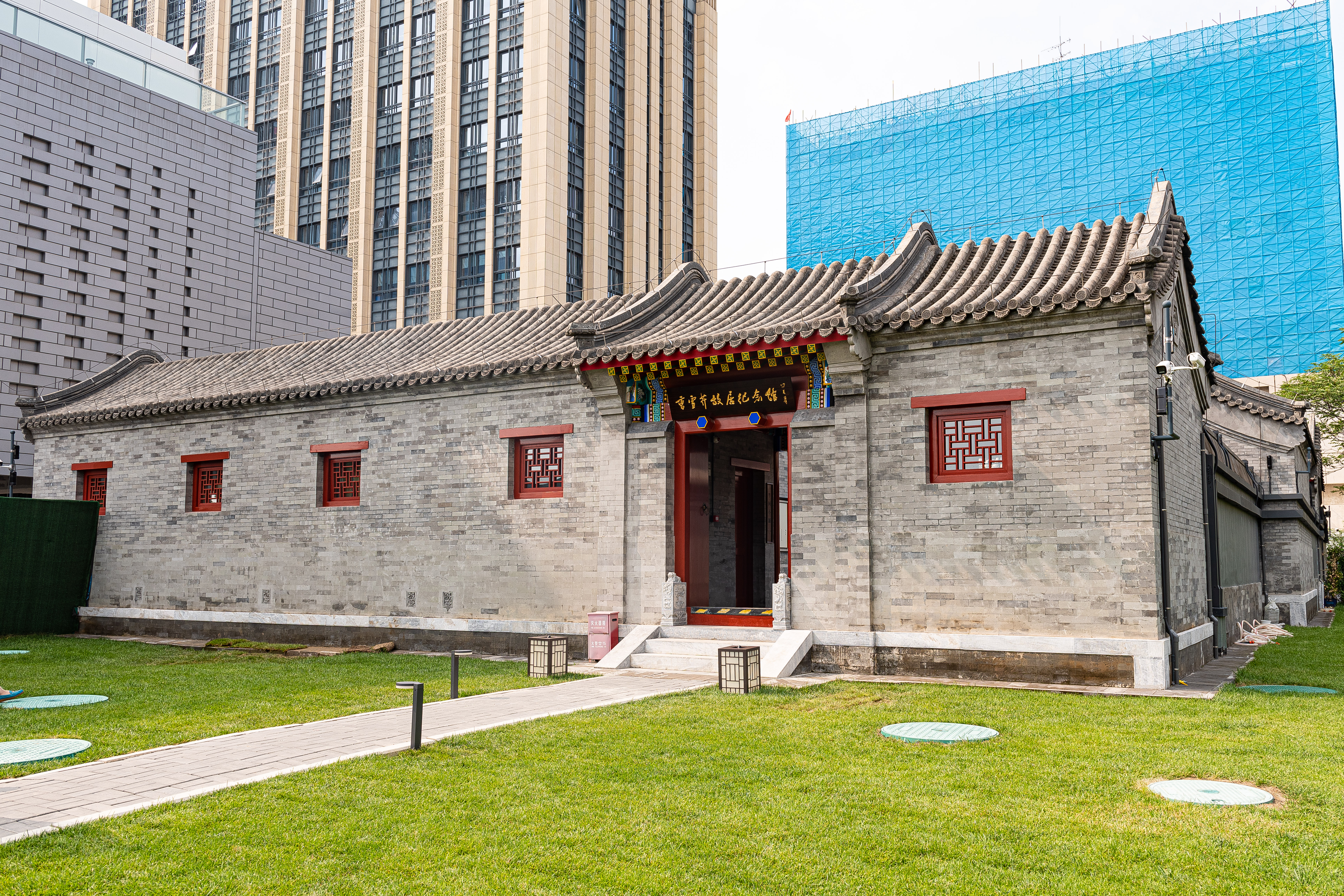
2022年由新世界發展复建的曹雪芹故居纪念馆

曹雪芹的先祖在明代为沈阳中卫世袭军户，明朝天启元年（1621年），努尔哈赤攻占沈阳、辽阳，曹雪芹的天祖父曹锡远、高祖父曹振彦等被后金军俘虏，后来编隶佐领于正白旗包衣之中，成为了贝勒多尔衮和胞兄阿济格的门人。曹振彦颇受多尔衮赏识，授为佐领之职，曾参与平定姜镶起义。入关后，改任文官，历任山西吉州知州、大同府知府、两浙都转运盐使等官职。
顺治八年（1651年），顺治帝将多尔衮的正白旗收为己管，曹家成为内务府包衣，也就是奴才，家奴，负责打理宫廷杂务。这时曹雪芹的曾祖父曹玺，也由王府护卫升任为内廷二等侍卫。曹玺之妻孙氏是康熙帝的奶妈，因此受到康熙的特別照顾与宠信。康熙二年（1663年），曹玺任命为江宁织造，负责主管采办皇室江南地区的丝绸，并监视南方各级官吏。康熙对曹玺极为重视，曾赏蟒袍，并亲手写“敬慎”的匾额赐给他，曹玺死后追赠工部尚书，并在约半年后南巡时，亲自慰问曹氏家属。
曹玺过世后，祖父曹寅也历任苏州织造、后又继任江宁织造和两淮巡盐御史。曹寅是著名的藏书家、刻书家、美食家，精通诗词、戏曲和书法。此时，曹氏家族极为显赫，康熙六次南巡，有四次由曹寅负责接驾。曹寅二女均被选为王妃。但就因这个关系，曹寅晚年负债累累，亏空公家白银数万两，但几次弹劾都不被康熙批准。
曹寅于康熙五十一年（1712年）病故，康熙命其儿子曹颙接替江宁织造职务，曹颙只任三年即去世，康熙特准曹寅之妻过继一个儿子曹頫[音同“府”]（曹寅的弟弟曹荃之子）继承江宁织造职务，康熙仍然对待曹家亏空，抱宽容态度。
康熙六十一年（1722年）康熙帝驾崩后，雍正帝即位。受政治斗争牵连，曹家逐渐失宠没落，几次由江宁织造贡入的织物不合格，受到雍正帝训斥。
后来监察御史汇报朝廷，曹頫任由管家监工，自己不理政事，并且亏空银两。最终因其解送织物上京师，勒索财物，被山东巡抚弹劾，雍正帝批示「本来就不是个东西！」，雍正五年（1727年）遭到抄家，曹頫以「行为不端」、「骚扰驿站」和「亏空」罪名革职，下狱治罪，「枷号」一年有余，催交亏欠，所有家产奴仆都赏给新任江宁织造隋赫德，新织造将京师顺天府房产17间和三对家仆赠与曹寅之妻以供生活，即今崇文门外磁器口曹雪芹故居。
曹雪芹随着全家迁回京师居住。曹家从此一蹶不振，日渐衰微。雍正十三年（1735年）乾隆帝即位后宽免其欠银，但曹家已然没落。

### 生平
在被抄家以后，曹雪芹随家一起迁居北京，曹雪芹曾在虎门“数晨夕”，“虎门”即北京西单牌楼北石虎胡同（今西单小石虎胡同）的右翼宗学，在这里他结识了张宜泉及敦敏、敦诚兄弟等人。曹雪芹住处附近有好友敦敏在太平湖畔北的槐园，即今天太平湖东里北邻的西太平街；北边不远处还有敦敏之弟曹雪芹密友敦诚的西园，即宣武门内西单牌楼北甘石桥马尾巴斜街（敦诚居住的马尾巴斜街不是东城区地安门处东不压桥曾经的马尾胡同，而是西单牌楼北的甘石桥，清代甘石桥附近有石虎胡同、马尾胡同或马尾巴斜街），因敦敏位于西太平街的槐园正好在敦诚西单牌楼附近西园的南边不远处，故槐园亦称南园。曹雪芹和敦诚、敦敏时常在此处活动。曹家有姻亲的克勤郡王府、镶红旗满洲都统衙门、以及后来的醇親王府南府皆在附近。大致是清代镶红旗、镶蓝旗界限内。咸、同朝时期曹雪芹曾祖母孙氏后裔桂明、桂龄及子达春即在敦诚隔壁的东太平街住。
关于《红楼梦》的创作过程以及曹雪芹的中、晚年生活，文献资料极少。从曹雪芹晚年的好友张宜泉、敦敏、敦诚等人的零星记载，仅知道曹雪芹多才多艺、工诗善画、嗜酒狂狷，对黑暗社会抱傲岸的态度。张宜泉的《伤芹溪居士》云：“其人素性放达，好饮，又善诗画”。曹雪芹的诗，有创新独特之处，风格接近唐代诗人李贺。他的友人敦诚曾赞道：“爱君诗笔有奇气，直追昌谷破篱樊。”又说“知君诗胆识如铁，堪与刀颖交寒光。”
曹雪芹又是一位画家，喜绘突兀奇峭的石头。敦敏《题芹圃画石》说：“傲骨如君世已奇，嶙峋更见此支离。醉余奋扫如椽笔。写出胸中块壘时。”
曹雪芹晚年移居北京西郊，生活更加潦倒，常“举家食粥酒常赊”（敦诚《赠曹芹圃》），靠着卖画过日子。据一些红学家考证，曹雪芹就是在这样极端困苦的条件下进行了“字字看来皆是血，十年辛苦不寻常”的《红楼梦》创作。这部巨著耗尽了他毕生的心血，但全书尚未完稿，曹雪芹因贫病无医而“泪尽而逝”（亦有红学家考证认为《红楼梦》的创作时间应该是曹雪芹在右翼宗学里的那段时间，无论是生活条件和思想交流的条件都无出其右。根据脂砚斋等批语显示《红楼梦》应该是全部完成，但只是后半部大约三十回“被借阅者迷失”）。留下新婚不久的遗孀，终年还不到五十岁。

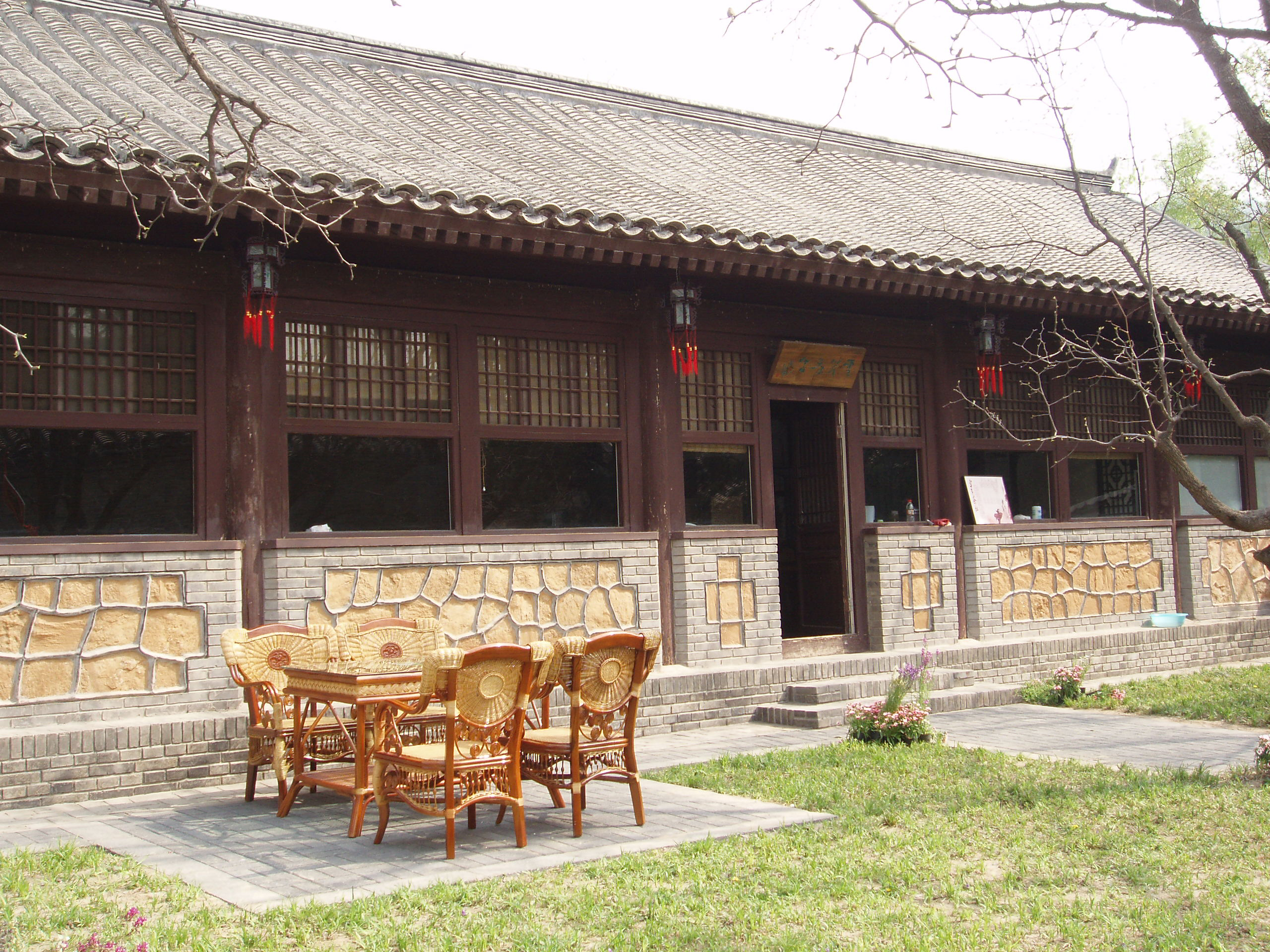
北京西郊的曹雪芹故居

### 生卒年与生父
对于生年，胡适曾考证为1715年。冯其庸也赞同这种主张。另外，据吴新雷推测，曹寅在康熙五十年（1711年）报得孙喜讯，友人张云章赠《闻曹荔轩银台得孙却寄兼送入都》一诗，此孙也可能为曹雪芹。（另外周汝昌认为，《红楼梦》书中主人公贾宝玉的生日“饯花节”是农历节气中的“芒种”。公元1724年的农历四月二十六恰好是芒种，很有可能为曹雪芹的生日。）
对于卒年，红学界有三种普遍的看法，即是「壬午说」（1762年）、「癸未说」（1763年）及「甲申说」（1764年初春）。胡适凭甲戌本「壬午除夕，书未成，芹为泪尽而逝」的脂批，认为曹雪芹卒于壬午除夕（1763年2月12日）。周汝昌提出「癸未说」，是根据《小诗代柬寄曹雪芹》一首诗：“东风吹杏雨，又早落花辰。好枉故人驾，来看小院春。诗才忆曹植，酒盏愧陈遵。上巳前三日，相劳醉碧茵。”诗前三首《古刹小憩》下有“癸未”两字纪年，即癸未除夕（1764年2月1日）。可以肯定的是，在乾隆二十九年（1764年）春末，曹雪芹已病故，享年四十七岁。1776年曹頫去世。

## 曹雪芹与《红楼梦》的关系
《红楼梦》是中国长篇小说的一座高峰，很多学者都认为曹雪芹为《红楼梦》的作者，而且认为《红楼梦》是一部带有自传性的小说，因此书中贾家与曹雪芹真实家族的事迹有很大的关系。许多红学家认为曹雪芹是在写曹家的历史，但亦有人认其是为写清朝时期有名词人纳兰性德之历史。
《红楼梦》早期抄本流传以来，作者并未署名。自1921年胡适发表《红楼梦考证》以来，一般认为《红楼梦》原作者为曹雪芹。
曹雪芹为《红楼梦》作者的证据，主要来自脂批与书中第一回，书曰：「曹雪芹于悼红轩中披阅十载，增删五次，纂成目录，分出章回，则题曰《金陵十二钗》。」脂批也多处明确指明作者与「雪芹」为同人，如甲戌本第一回批语：「若云雪芹披阅增删，然则开卷至此这一篇楔子又系谁撰？足见作者之笔狡猾之甚。」后来发现的脂批与曹家的线索相符，因此广泛被主流红学所接受。
清代诗人明义在其诗《题红楼梦》序中说道：「曹子雪芹出所撰《红楼梦》一部，备记风月繁华之盛，盖其先人为江宁织府。其所谓大观园者即今随园故址。惜其书未传，世鲜知者，余见其钞本焉「因墨香得观《红楼梦》小说吊雪芹三绝句
（姓曹）」。

## 曹雪芹和《廢藝齋集稿》

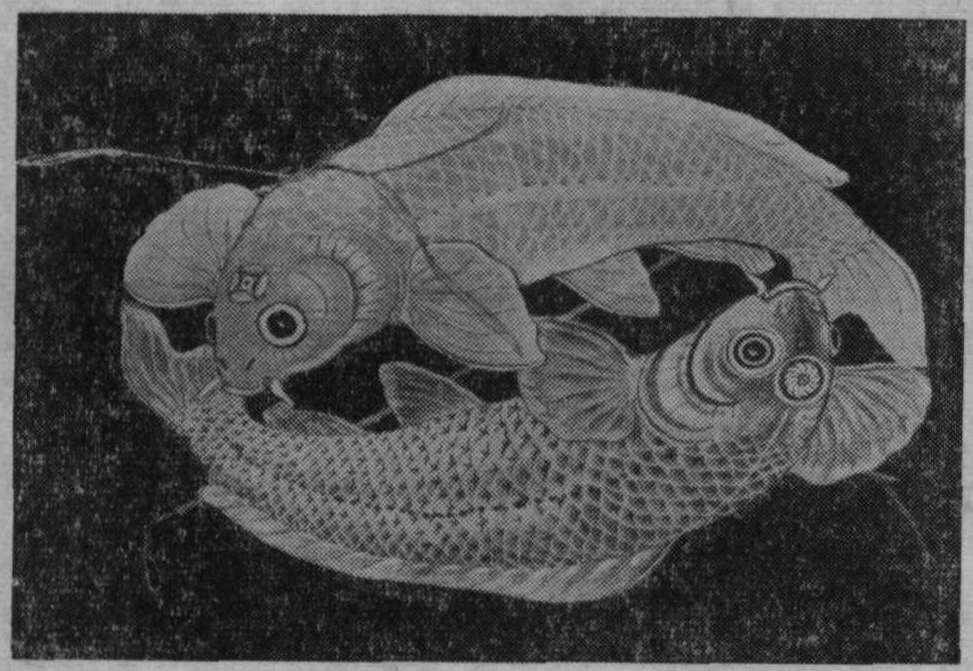
《南鷂北鳶考工志》中的雙鯉風箏

吳恩裕於1973年在《文物》雜誌上發表《曹雪芹的佚著和傳記材料的發現》一文，指出《廢藝齋集稿》為曹雪芹所作，引起了廣泛爭議。《廢藝齋集稿》是一部集中介紹了金石、風箏、編織、脫胎、織補、印染、雕刻、竹製器皿、扇股、烹調等手藝的書籍，據稱為曹雪芹所作，現僅存《南鷂北鳶考工志》殘稿，其中有一篇序言署名為曹雪芹。
据说，曹雪芹是国家级非物质文化遗产“曹氏风筝”流派的创始者，曹氏风筝传承人孔祥泽从日本人高见嘉十借抄《废艺斋集稿》中的《南鹞北鸢考工志》，根据其中记载风筝的起放原理、扎糊技法、绘画要领，经研究临摹复制其工艺精华，定名为“曹氏风筝”。

## 评价
尽管国学名家胡适是开近代曹雪芹和《红楼梦》研究之先河者，但他本人对曹氏及其作品的评价并不很高。他认为：“如果拿曹雪芹和吴敬梓二人做一个比较，我觉得曹雪芹的思想很平凡，而吴敬梓的思想则是超过当时的时代，有着强烈的反抗意识”。他还在给高阳的信上说：“《红楼梦》在思想见地上比不上《儒林外史》，在文学技术上比不上《孽海花》、《老残游记》...”而他之所以考证《红楼梦》，只是为了打破王梦阮、徐柳泉、蔡元培为代表的“索隐派”对《红楼梦》的穿凿附会；要证明红楼梦不过是曹雪芹一家的私事而已；他最终目的就是“要教人疑而后信、考而后信、有充分证据而后信”的“思想学问的方法”。曹雪芹在写红书作后，自评：“满纸荒唐言，一把辛酸泪，都云作者癡，谁解其中味。”

## 影视形象

### 电视剧
- 1987年中国大陆电视剧《曹雪芹梦断西山》，石维坚 饰。
- 1992年中国大陆电视剧《曹雪芹》，言兴朋 饰。
- 2003年中国大陆电视剧《曹雪芹》，庹宗华 饰。

### 电影
- 2019年中国大陆电影《情缘曹雪芹》，王小毅 饰。

## 纪录片
- 2021年中国大陆电视纪录片《曹雪芹与红楼梦》，CCTV-9制作。

### 引用
1. ↑  （前八十回）曹雪芹著; （后四十回）无名氏续; 程伟元、高鹗整理. . . 北京: 人民文学出版社. 2022-07. ISBN 978-7-02-000220-7.
2. ↑  陈上生《曹寅与曹雪芹》（增订本）
3. ↑  因程伟元在程高刻本的序文中说道：「《红楼梦》小说本名《石头记》，作者相传不一，究未知出自何人，惟书内记雪芹曹先生删改数过。」
4. ↑  吳恩裕. . 文物. 1973, (02). doi:10.13619/j.cnki.cn11-1532/k.1973.02.001.
5. ↑  胡适：《找书的快乐》 1959年12月27日 在台北“中国图书馆学会”年会上的演讲。
6. ↑  《胡适文存三·庐山游记》，第171页。

### 书籍
- 《曹雪芹的故事》，吴恩裕，中华书局，1962年12月第一版
- 《红学通史》，陈维昭，上海人民出版社，2005年
- 《曹雪芹传》，周汝昌，百花文艺出版社
- 《中国古代小说百科全书》，刘世德主编